# 조다 악바르 (드라마)
《조다 악바르》(힌디어: जोधा अकबर, 영어: Jodha Akbar)는 2013년부터 2015년까지 방영된 인도의 텔레비전 드라마이다.